# لی تای
لی تای (انگلیسی: Li Tie؛ زادهٔ ۱۸ مهٔ ۱۹۷۷) بازیکن سابق و مربی فوتبال اهل چین است.